# 中国人民解放军空军临潼航空医学鉴定训练中心
中国人民解放军空军临潼航空医学鉴定训练中心，位于陕西省西安市临潼区华清路26号，隶属中国人民解放军中部战区空军后勤部。

## 简介
空军临潼航空医学鉴定训练中心的前身是1952年创建的中国人民解放军空军临潼疗养院。2009年7月，都江堰、杭州、大连、青岛、临潼五所疗养院统一由各大军区联勤部转隶各大军区空军后勤部，成立5个航空医学鉴定训练中心，构建为“空军总医院、空军航空医学研究所——区域性航空医学鉴定训练中心——航空兵部队卫生机构”三级航空医学鉴定训练体系。2009年中国人民解放军空军临潼航空医学鉴定训练中心成立后，隶属兰州军区空军后勤部。担负飞行员、航天员的疗养、航空生理心理训练、航空医学鉴定等任务，并且配合招飞中心开展招飞初检。2016年，在深化国防和军队改革中，转隶中国人民解放军中部战区空军后勤部。